# Torta Barozzi
Pour les articles homonymes, voir Barozzi.
La torta Barozzi est une spécialité culinaire de la région d'Émilie-Romagne, en Italie. Il s'agit d'un gâteau dont l'origine et l'histoire sont intimement liées à la ville de Vignola, dans la province de Modène.

## Description
« Ce gâteau se présente comme une petite motte de terre et comme une motte il s’émiette… C’est un mystère ravissant fait de mille arômes qui enivrent le palais dans une symphonie de douceur. »

— Michele Serra

## Historique
La torta Barozzi fut créée à la fin du XIXe siècle sous le nom de « tarte noire » par Eugenio Gollini qui, en 1887, avait ouvert une pâtisserie au centre de la petite ville émilienne. On raconte que Gollini aimait expérimenter des gâteaux élaborés, en perfectionnant ses créations de jour en jour. Enfin la tarte noire fut définie dans sa recette actuelle en devenant en peu de temps un des symboles de Vignola, ainsi que la Rocca ou le palais Boncompagni. La pâtisserie fut fréquentée au début pas seulement par les habitants de Vignola, mais aussi par des touristes ou des étrangers, venus pour goûter le célèbre gâteau. En 1907, pendant le quatrième centenaire de la naissance de Jacopo Barozzi, dit Le Vignola, ce gâteau fut rebaptisé pasta Barozzi pour devenir enfin torta Barozzi.

## Marque
En 1948, le nom de la torta Barozzi fut sauvegardé par Eugenio Gollini, petit-fils homonyme de l'inventeur, qui en déposa le nom et la marque, régulièrement renouvelés tous les vingt ans. Pour l'histoire du produit et pour cette dernière raison, on peut parler de « gâteau historique » de Vignola plutôt que de gâteau traditionnel, même s'il s'agit d'une des recettes les plus fréquemment imitées dans les maisons des alentours de Modène.

## Réputation
L’originalité de la recette consiste en une savante proportion de cacahouètes (l’ingrédient principal de ce gâteau à texture fondante), d’amandes, de cacao et de café, même si les quantités exactes et la méthode précise de préparation restent encore aujourd’hui un secret jalousement gardé par les héritiers de Gollini. Le nom du gâteau s’est rapidement répandu dans toute la province et même dans une partie considérable de la région. De nombreuses familles de Modène se vantent d’être en possession de recettes, rigoureusement secrètes, plus ou moins proches de la torta Barozzi originale. Les pâtisseries de presque toute la zone vendent elles aussi des préparations très semblables, mais jamais exactement identiques, vendues habituellement comme torta type Barozzi, pour d'évidentes raisons de label, ce qui arrive aussi dans les restaurants. Les dernières années, les glaciers aussi ont commencé à produire le parfum torta Barozzi. Dans le téléfilm Solo desserts tourné en 2004 par le réalisateur anglais Kevin Connor, le protagoniste est un cuisinier du Bronx, d’origine italienne, qui participe à une compétition de cuisine pour sauver la pâtisserie de famille. Il gagnera grâce à sa préparation de la torta Barozzi et à sa grande confiance en lui.